# Kąty-Borucza
Kąty-Borucza (do 14 lutego 2002 Kąty Borucza) – wieś sołecka w Polsce położona w województwie mazowieckim, w powiecie mińskim, w gminie Dobre.
| SIMC    | Nazwa   | Rodzaj    |
| ------- | ------- | --------- |
| 0670367 | Kojdony | część wsi |

Wierni Kościoła rzymskokatolickiego należą do parafii św. Jana Chrzciciela i św. Stanisława BM w Stanisławowie.

## Opis
W latach 1975–1998 miejscowość administracyjnie należała do województwa siedleckiego. 15 lutego 2002 nastąpiła zmiana nazwy z Kąty Borucza na Kąty-Borucza.
Wieś położona jest wzdłuż drogi powiatowej nr 36219 oraz strugi Borucza (zwanej też Boruczanką). 
We wsi znajduje się zbudowana w latach 80. XX w. kaplica pw. św. Antoniego, należąca do parafii Stanisławów. Od strony południowej wieś graniczy z dość pokaźnym kompleksem leśnym będącym klasycznym przykładem sosnowej monokultury. Od strony północnej las mieszany sosnowo-brzozowy z dodatkiem dębu, olchy oraz świerka. Wieś Kąty-Borucza charakteryzuje się typowo agrarną strukturą społeczną – większość mieszkańców związana jest z gospodarką rolną, mimo iż gleby posiadają najniższą V i VI kategorię bonitacyjną. Gospodarka rolna opiera się na niewielkich rodzinnych gospodarstwach.

## Fauna
Dolina rzeki jest ostoją bobra, który od połowy lat 90. w sposób istotny powiększył swoją populację. Ponadto występują typowe dla regionu ssaki (zając, sarna, łoś), ptaki (kuropatwa, bażant, jastrząb), gady (żmija zygzakowata), płazy i bezkręgowce.